# Eparchia kanaska
Eparchia kanaska – jedna z eparchii Rosyjskiego Kościoła Prawosławnego. Jej ordynariuszem jest biskup kanaski i jantikowski Stefan (Gordiejew).
Erygowana decyzją Świętego Synodu Rosyjskiego Kościoła Prawosławnego z 4 października 2012. Została wydzielona z eparchii czeboksarskiej i czuwaskiej, należy do metropolii czuwaskiej. Podlegają jej parafie i klasztory na terenie rejonów kanaskiego, kozłowskiego, komsomolskiego, krasnoarmiejskiego, urmarskiego, jalczickiego i jantikowskiego (wszystkie w Republice Czuwaszji). Jej pierwszym ordynariuszem został biskup Stefan (Gordiejew).